# Tschalus (Verwaltungsbezirk)
Tschalus (persisch شهرستان چالوس, DMG Šahrestān-e Čālūs) ist ein Schahrestan in der Provinz Mazandaran im Iran. Er enthält die Stadt Tschalus, welche die Hauptstadt des Verwaltungsbezirks ist. Der Verwaltungsbezirk liegt am Kaspischen Meer.

## Kreise
Der Verwaltungsbezirk gliedert sich in folgende Kreise:
- Zentral (بخش مرکزی)

## Demografie
Bei der Volkszählung 2016 betrug die Einwohnerzahl des Schahrestan 116.542. Die Alphabetisierung lag bei 90 Prozent der Bevölkerung. Knapp 71 Prozent der Bevölkerung lebten in urbanen Regionen.
| Zensusjahr | Einwohnerzahl |
| ---------- | ------------- |
| 2011       | 105.386       |
| 2016       | 116.542       |